# Själen av en vän
Själen av en vän är en låt skriven av Ken Ring, Million Stylez och Jesper Welander, men endast Ken Ring och Million Stylez framför låten. Låten kom ut som en singel år 2012 men finns nu på två album, Akustiken och Det började för längesen. Själen av en vän är baserad på en verklig händelse som behandlar saknaden efter en nära vän som gått bort.

## Handling
Själen av en vän är grundad på en verklig händelse och bearbetar saknaden efter en nära vän som avlidit efter att ha blivit knivhuggen.